# Gokusen
Gokusen (ごくせん?) è un manga di Kozueko Morimoto pubblicato in 15 volumi dal 2000 al 2007. La storia segue le avventure di Kumiko Yamaguchi, la giovane nipote di un potente boss della yakuza che aspira a diventare una popolare insegnante.
Il manga è stato adattato in un dorama omonimo in tre stagioni, trasmesse rispettivamente nel 2002, 2005 e 2008, con la partecipazione di Jun Matsumoto, Shun Oguri, Kazuya Kamenashi, Teppei Koike, Jin Akanishi, Haruma Miura e Kyōsuke Hamao e in una serie televisiva anime di 13 episodi, andata in onda nel 2004. Infine, nel 2009, è stato prodotto un film live action per il cinema dal titolo Gokusen: The Movie.

## Trama
I genitori di Kumiko sono morti quando lei aveva appena 7 anni e il nonno, non avendo altri discendenti altri che lei, la adotta per farla diventare la sua legittima erede: la alleva e educa di modo che possa dirigere l'azienda di famiglia col titolo di Ojou.
Tuttavia la ragazza ha sempre avuto un fortissimo desiderio, il suo sogno nel cassetto è difatti quello di poter diventare insegnante. Il nonno, che le è molto affezionato, accetta di buon grado la sua decisione e la appoggia, anche se questo può significare l'estinzione del suo gruppo yakuza. Altri in famiglia cercheranno invece di spingerla a diventare il futuro boss.
La passione educativa di Kumiko oltrepassa ogni ostacolo ed infine riesce a realizzare il suo sogno; viene assunta in un liceo privato maschile, ove leviene affidata la famigerata classe 3D, quella composta dai peggiori elementi dell'intero istituto, bulletti e teppisti da strada senza futuro.
La giovane professoressa prenderà subito a cuore le sorti di questi ragazzi abbandonati al loro destino, cercando in ogni modo d'aiutarli a crearsi delle prospettive di vita, oltre a quella delle risse tra bande rivali. La narrazione vede Kumiko, soprannominata Yankumi, coinvolta in tutta una serie d'avventure riguardanti i suoi studenti. Forse non diverrà mai un boss della yakuza, ma sicuramente è divenuta il boss incontrastato della 3D.
La missione educativa che sente scorrere dentro di sé è molto forte e supera qualsiasi difficoltà le si possa contrapporre, dandole la forza nel difficile compito d'insegnare a questi giovani delinquenti non solo una fredda ed astratta istruzione (la sua materia è la matematica), bensì potenti lezioni di vita che raggiungeranno alla fine il cuore d'ognuno di loro.

## Protagonisti

### Famiglia Kuroda/Clan Ooedo
Kumiko Yankumi Yamaguchi
Una ventitreenne recentemente laureata e con un forte spirito idealistico.
Ryuichiro Kuroda
Nonno di Kumiko, un gentile e vecchio saggio che ama di puro e gratuito amore sua nipote.
Kyotaro Kyo-san Oshima
Un tipo dall'aspetto truce ma molto affezionato a Kumiko.
Kouzou Wakamatsu
Il giovane assistente capo della famiglia Kuroda.
Minoru Tatsukawa
Uno dei fedeli seguaci del clan.
Tetsu Asakura
Membro del clan e fedelissimo servitore di Kumiko, molto devoto e protettivo nei suoi confronti.
Fuji
Il vecchio cane di Kumiko (nell'anime è un animale parlante anche se nessuno può sentirlo; solo Shin sembrerà essere in grado di capirlo).

### Classe 3D
Shin Sawada
un diciottenne leader della classe 3D. Freddo, intelligente ed equilibrato, decisamente introverso.
Youichi Minami
Uno dei migliori amici di Shin.
Haruhiko Uchi Uchiyama
Coi capelli tinti (viola nella serie originale, lunghi e biondi nel dorama); un duro col debole per la madre.
Teruo Kuma Kumai
Grande e robusto, un tipo che sembra sempre far di tutto per attirare guai.
Takeshi Noda
È colui che dà alla giovane insegnante il soprannome di Yankumi ed è anche il primo ad accorgersi che a Shin piace la professoressa.

### Corpo docente
Shizuka Fujiyama
Una professoressa collega di Yankumi, insegna inglese ed  è considerata molto attraente dagli allievi.
Goro Sawatari
Vice preside ed avversario principale di Yankumi e dei suoi alquanto originali metodi educativi.
Gonzou Shirakawa

### Altri
Tomoya Shinohara
Nel manga e nell'anime è l'avvocato che lavora alle dipendenze del clan; bello ed affascinante.
Huiroki Kudoh
Un ex-allievo dello Shirokin, ma ne è stato cacciato per cattiva condotta; incontrerà Kumiko quando lui e la sua banda cercheranno di picchiare Kuma.
Ichiro Tsura
Il più forte allievo della scuola
Ichikawa
Un bravo studente che continua a subire prepotenze da parte dei suoi cosiddetti amici.

## Anime

### Episodi
| Nº | Giapponese 「Kanji」 - Rōmaji                                          | In onda          | In onda |
| Nº | Giapponese 「Kanji」 - Rōmaji                                          | Giapponese       |         |
| 1  | 「わけあり新米教師誕生！！」 - Wakeari Shinmai Kyōshi Tanjō !          | 6 gennaio 2004   |         |
| 2  | 「対決！！慎VSお嬢？」 - Taike ! ! Shin VS Ojō?                        | 13 gennaio 2004  |         |
| 3  | 「クマの初体験？」 - Kuma no Sho Taiken ?                              | 20 gennaio 2003  |         |
| 4  | 「お嬢が金髪！真犯人は誰？」 - Ojō ga Kinpatsu ! Shin Hannin wa Dare ? | 27 gennaio 2004  |         |
| 5  | 「大江戸組の危機！」 - Ooedo-gumi no Kiki !                            | 3 febbraio 2004  |         |
| 6  | 「京さんの迷芝居？」 - Kyō-san no Meishibai ?                          | 10 febbraio 2004 |         |
| 7  | 「ミンゲンヒ～ナ～って何じゃ！？」 - Mingenhiinaa tte Nanja ! ?        | 17 febbraio 2004 |         |
| 8  | 「ドトーの修学旅行スタート！！」 - Dotoo no Shūgaku Ryokō Sutaato !    | 24 febbraio 2004 |         |
| 9  | 「仁義無き学院闘争勃発！？」 - Jingi-naki Gakuin Tōsō Boppatsu ! ?     | 2 marzo 2004     |         |
| 10 | 「ねらわれた学院！」 - Nerawareta Gakuen !                             | 9 marzo 2004     |         |
| 11 | 「慎さんが学校を辞める！？」 - Shin-san ga Gakkō wo Yameru ! ?         | 16 marzo 2004    |         |
| 12 | 「白金学院が閉校・・・！？」 - Shirokin Gakuen ga Heikō... ! ?         | 23 marzo 2004    |         |
| 13 | 「ヤンクミ最後の仁義！」 - Yankumi Saigo no Jingi !                    | 30 marzo 2004    |         |